# فرودگاه ساروتی
فرودگاه ساروتی (به انگلیسی: Soroti Airport) یک فرودگاه همگانی، غیرنظامی با کد یاتا SRT است که یک باند فرود سنگفرش دارد و طول باند آن ۱۹۰۰ متر است. این فرودگاه در کشور اوگاندا قرار دارد و در ارتفاع ۱۱۱۰ متری از سطح دریا واقع شده است.